# August Jänchen
August Jänchen (* 19. Oktober 1892 in Frankfurt (Oder); † 6. August 1983 in Berlin) war ein deutscher Politiker (LDP, FDP).
August Jänchen besuchte eine Volksschule und machte eine Lehre als Buchdrucker. 1911 leistete er seinen Militärdienst ab. Ab 1912 besuchte er Abendkurse am Friedrichs-Gymnasium Berlin. Im Ersten Weltkrieg war er Soldat und wurde 1917 verwundet, daraufhin erhielt er eine Ausbildung als Zahlmeister. Bis 1920 war Jänchen Intendanturbeamter. Nach Abendkursen an der Lessing-Hochschule zu Berlin wurde er Beamter an der Reichsbank, zuletzt als Amtsrat im Rechnungshof der Reichsbank. 1945 wurde er in den „Volkssturm“ eingezogen und geriet anschließend in sowjetische Kriegsgefangenschaft.
Nach dem Zweiten Weltkrieg trat Jänchen 1945 der Liberal-Demokratischen Partei Deutschlands (LDP) bei und arbeitete bei der Deutschen Zentralverwaltung für Verkehr in der Sowjetischen Besatzungszone (SBZ). 1946 wurde er Bezirksrat für Finanzen im Bezirk Reinickendorf. Bei der Berliner Wahl 1950 wurde Jänchen in das Abgeordnetenhaus von Berlin gewählt. Wenige Wochen später wählte die Bezirksverordnetenversammlung im Bezirk Wilmersdorf Jänchen zum Bezirksstadtrat für das Gesundheitswesen. 1954 schied er aus dem Amt aus.